# José Agustín Mahieu
José Agustín Mahieu (Banfield, Província de Buenos Aires, Argentina, 1924 – Madrid, 29 de maig de 2010) va ser un assagista, guionista, historiador, director i crític cinematogràfic argentí.

## Biografia
Va estudiar medicina i es va dedicar després al periodisme i estètica del cinema en les Universitat del Litoral i de la Plata, va escriure a Clarín i a La Opinión.
En 1963 va dirigir la seva última pel·lícula, Ella vuelve desde la mañana, amb María Vaner i Leonardo Favio. En 1978 hagué d'exiliar-se al costat de la seva esposa, la dramaturga Roma Mahieu, a Espanya. Allí va escriure en El País, Diario 16, Cuadernos Hispanoamericanos, etc.
Va intervenir com a jurat o crític durant divuit anys en la Setmana Internacional de Cinema d'Autor de Benalmádena, Màlaga. El 1988 fou candidat, juntament amb Antonio Drove i Carlos Alberto Cornejo al Goya al millor guió adaptat per El túnel.

## Publicacions
- Historia del cortometraje argentino
- Breve historia del cine nacional
- Erotismo y violencia en el cine
- Leopoldo Torre Nilsson
- Cine latinoamericano (a l'Enciclopedia del cine Sarpe)